# フレキシティ・アウトルック (インスブルック市電)
この項目では、ボンバルディア・トランスポーテーション（現：アルストム）が開発した路面電車車両ブランドのフレキシティ・アウトルックのうち、オーストリアのインスブルック市電へ導入された車両について解説する。車軸が存在する台車を用いた超低床電車で2007年以降導入が実施され、2024年現在インスブルック市電の営業用車両はフレキシティ・アウトルックに統一されている。

## 概要
2001年、インスブルック市議会は今後のインスブルック市電の方針として、路線の延伸を始めとした近代化を決定した。これを受けて旧型電車の置き換えを目的とした新型電車の導入も検討されるようになり、ヨーロッパの企業を対象とした入札を経て、2005年10月にインスブルック市電を運営する（Innsbrucker Verkehrsbetriebe und Stubaitalbahn GmbH、IVB）はボンバルディア・トランスポーテーション（現：アルストム）へ新型電車の発注を実施した。これを受け、同社は超低床電車ブランドとして展開するフレキシティ・アウトルックのインスブルック市電向け車両を開発した。
フレキシティ・アウトルックは、高床式車両と同様に車軸を有する台車を有しながらも、車輪を始めとした構造の小型化により、車内に段差がない100 %低床車体を実現させた超低床電車である。インスブルック市電向け車両も同様の構造で、乗降扉付近の床上高さが320 mmに抑えられており、それよりも床上高さが高い台車がある箇所についてもスロープで結ばれており段差が存在しない。編成は5車体連接式で、車体両側に乗降扉を有する両運転台車両である。車幅は従来の車両よりも広い2,400 mmで、導入に際しては市電の各施設の対応工事が実施された。前面にはクラッシャブルゾーンが設けられており、障害物への衝突時の乗務員や乗客の安全が守られる。

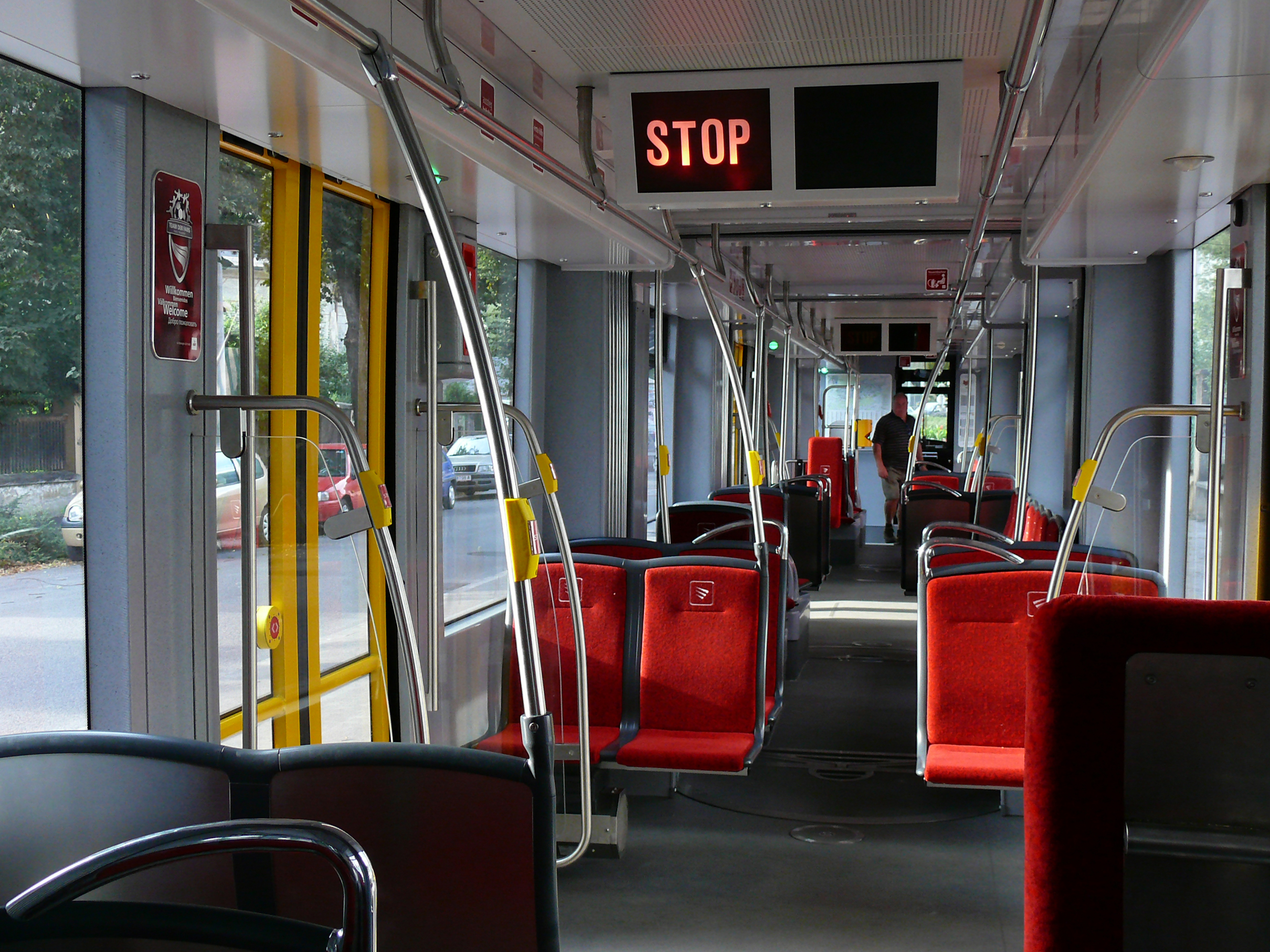
車内（1次車）
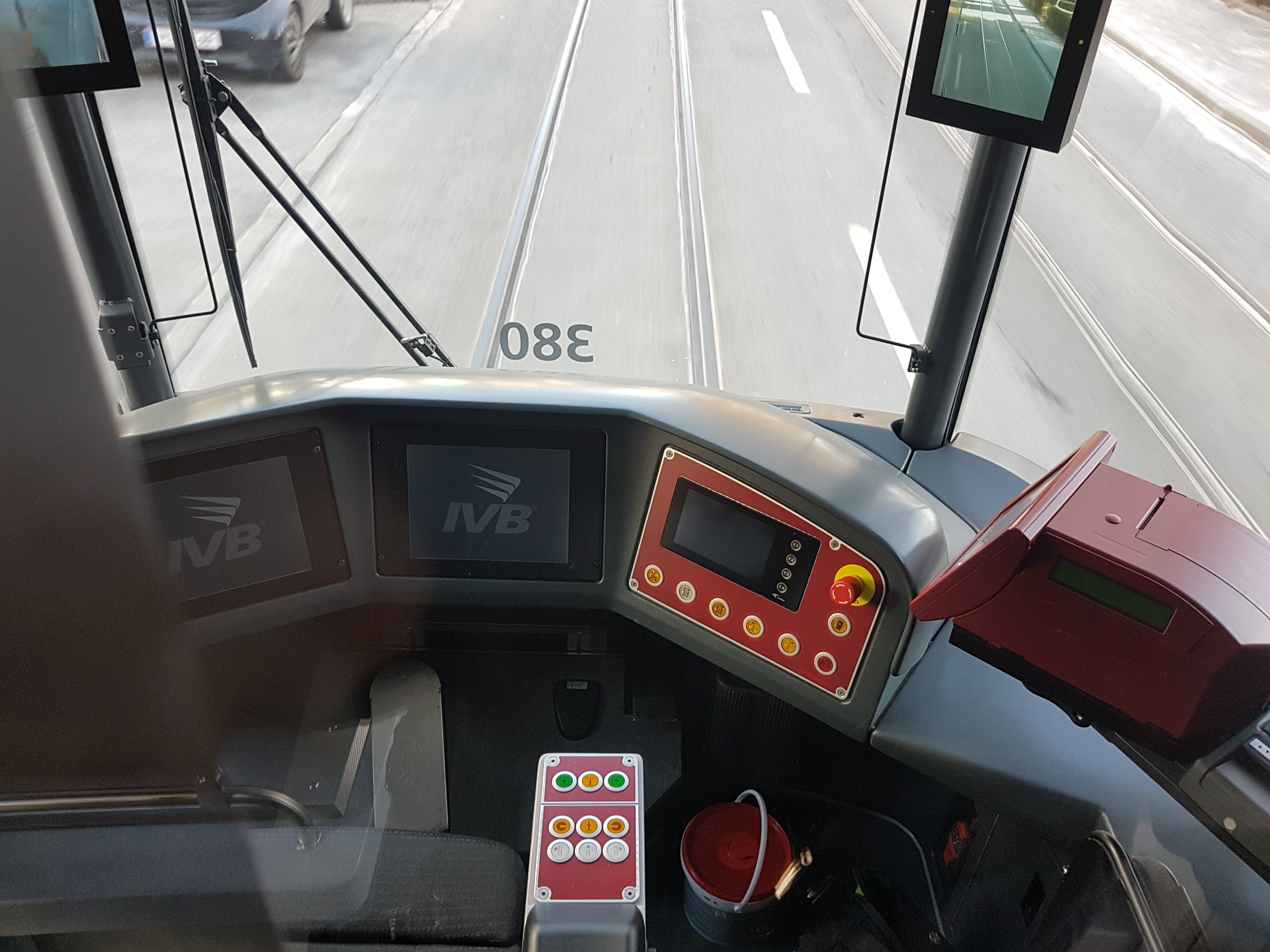
運転台（1次車）

最初に発注された車両（1次車）は2007年10月16日に納入され、試運転を経て2008年3月27日から営業運転を開始した。その後、2009年10月までに合計32両が導入され、同年7月までに既存の旧型電車を全て置き換えた。そのうちインスブルック市内および近隣都市間で運用されるのは26両（301 - 326）、山岳鉄道路線であるシュトゥーバイタール鉄道線（STB）向けの車両は6両（351 - 356）で、前者のうち2両（325、326）と後者の全6両については、シュトゥーバイタール鉄道線の安全対策である列車制御システムに対応した機器が搭載されている。

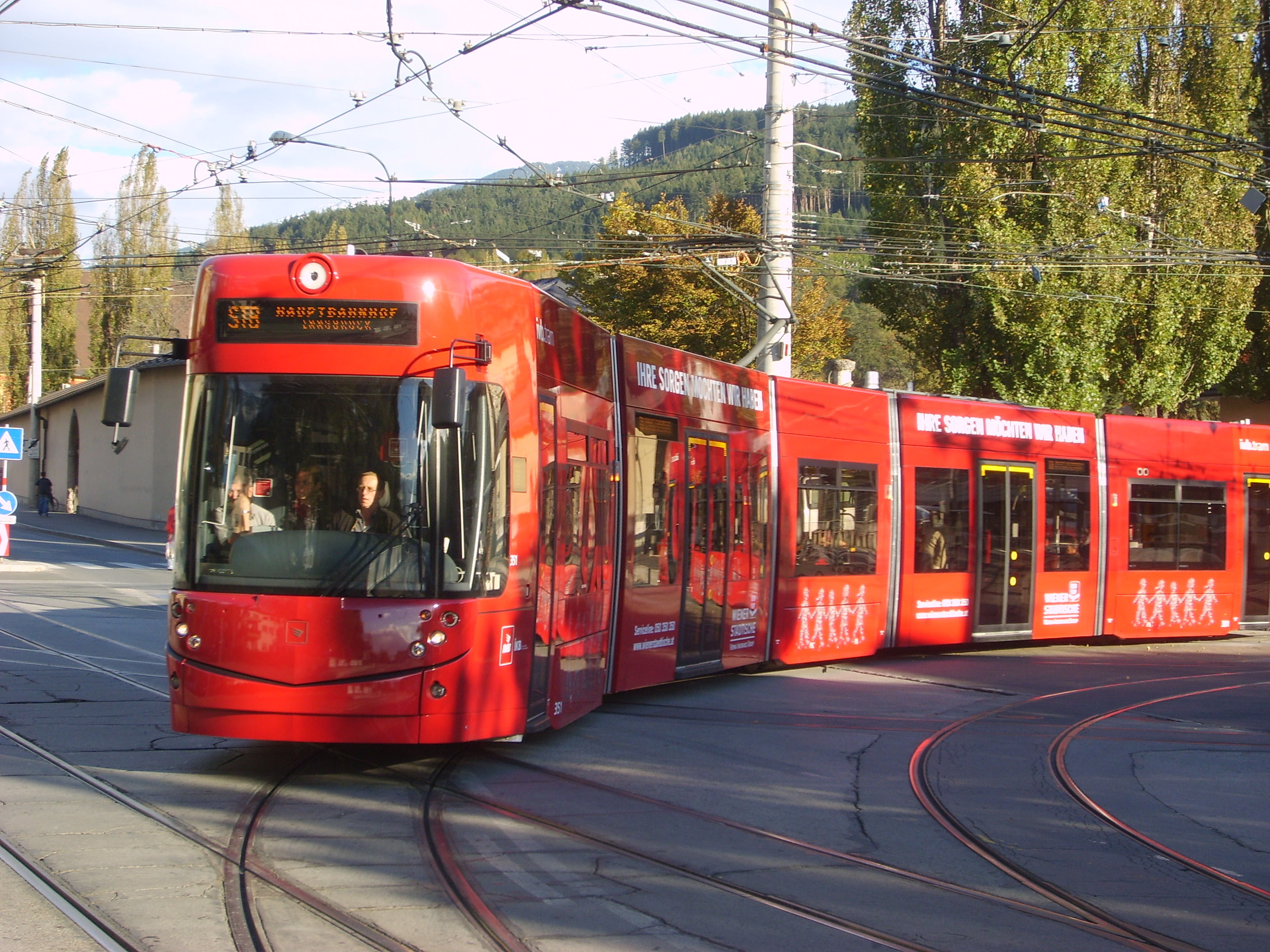
試運転中の351（2008年撮影）
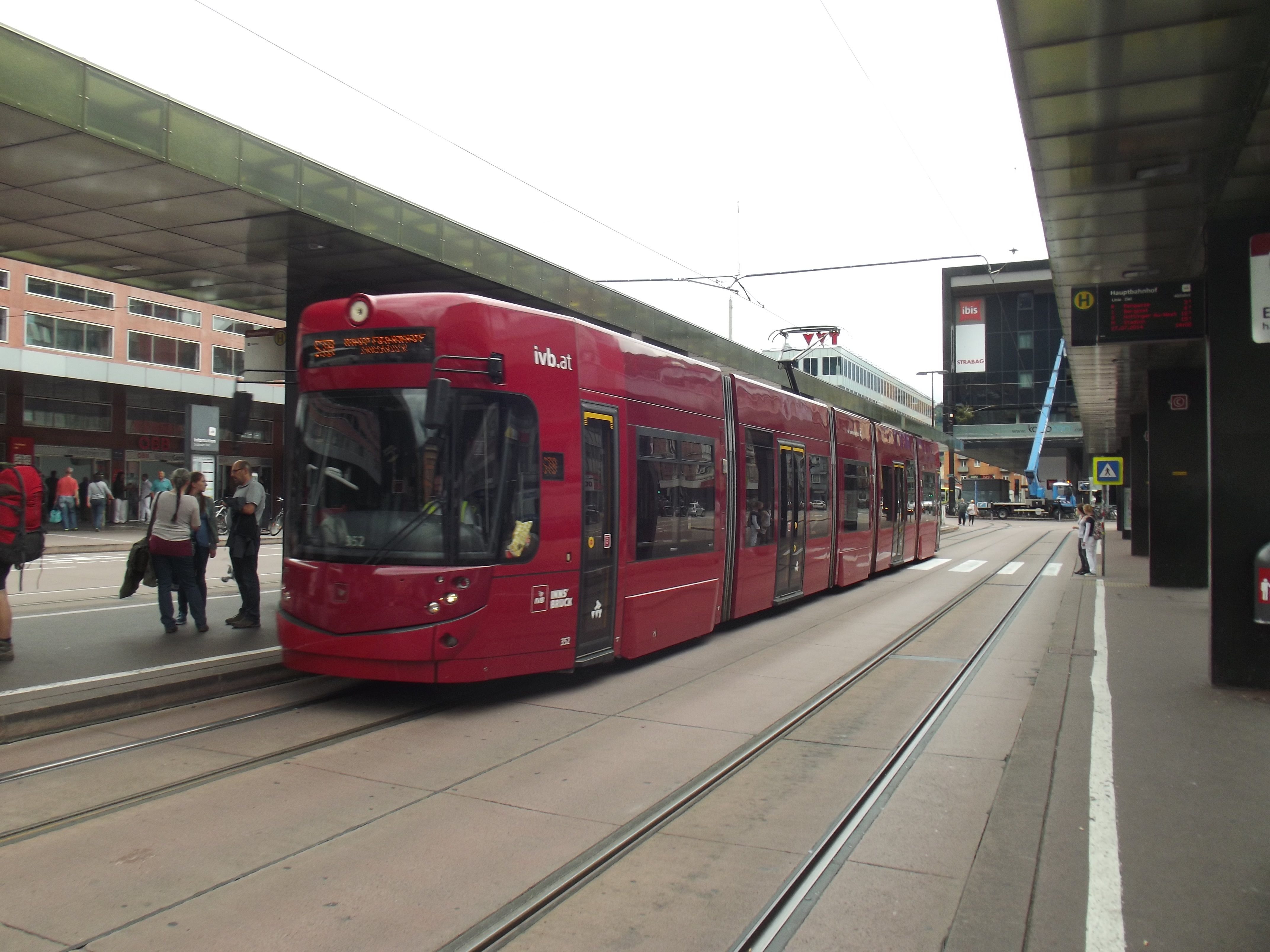
インスブルック中央駅電停に停車する352（2014年撮影）
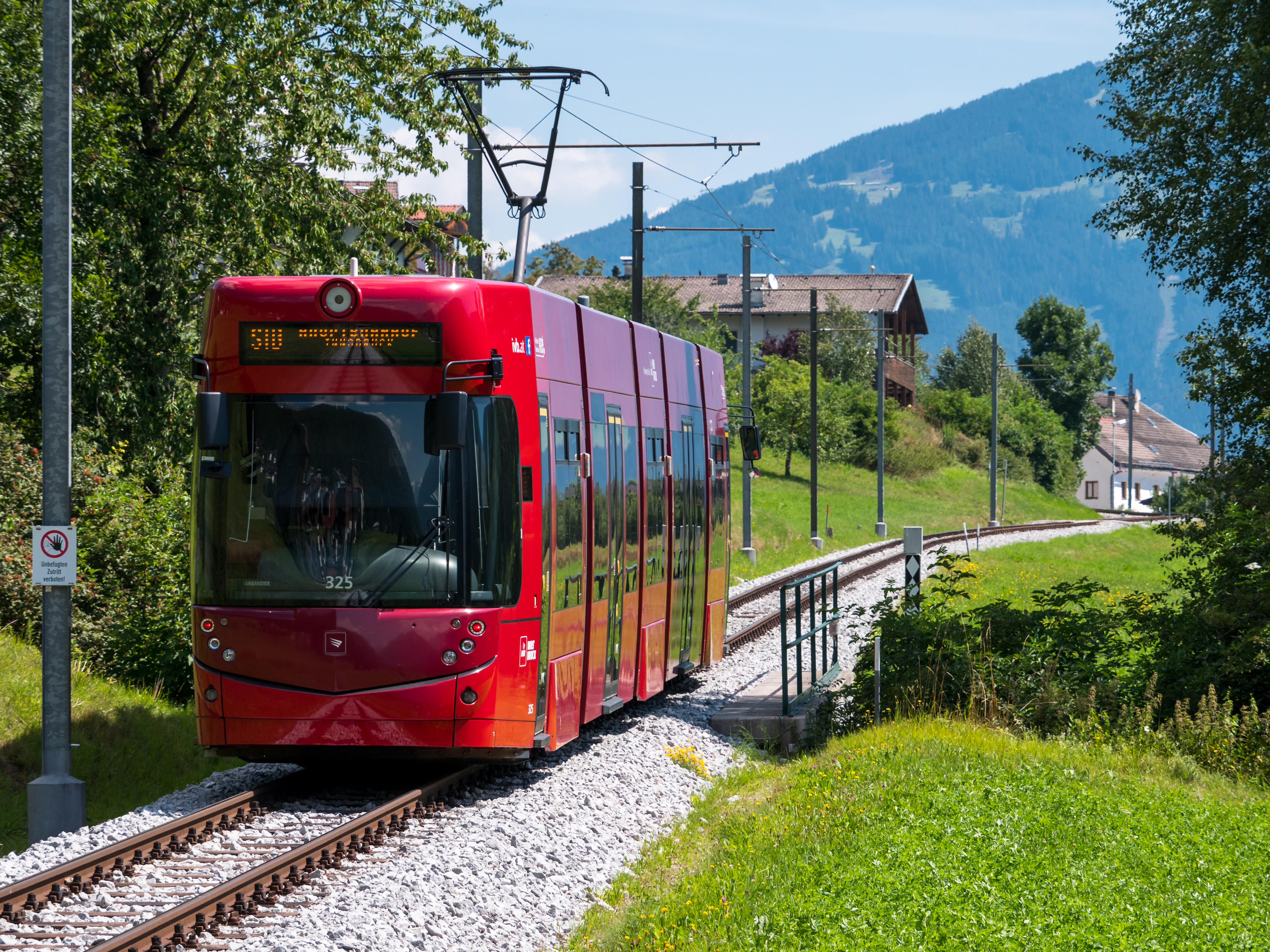
シュトゥーバイタール鉄道線を走行する325（2018年撮影）
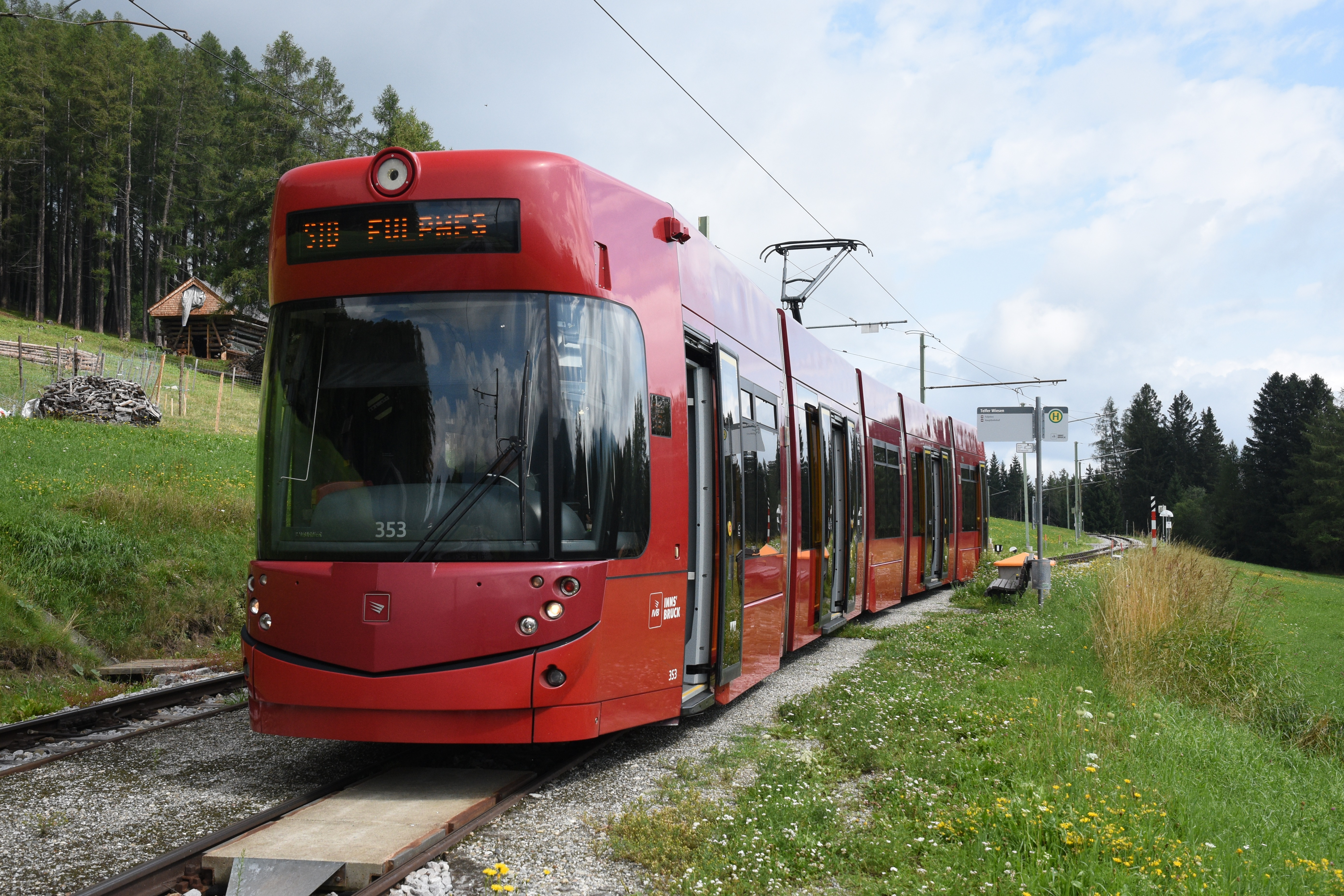
シュトゥーバイタール鉄道線を走行する353（2023年撮影）

続けて、2015年12月にインスブルック交通・シュトゥーバイタール鉄道会社は今後の路線網の拡大に合わせて、2次車にあたる20両の追加発注を実施した。これらの車両はクラッシャブルゾーンが最新の基準に合わせて拡大されている事に加えて運転台側の乗降扉の幅が広くなったため、全長が300 mm長くなっている。運転台にはタッチスクリーンが増設され、運転士による操作の利便性が図られている他、後方確認用のバックミラーが監視カメラに置き換えられている。車内についてはロングシートが利用客から不評だった事から全座席がクロスシートに変更され、その分着席人数が減少している。また、軸重の軽減や空調装置の見直しと言った設計変更も行われている。これらの改良が施された車両は「フレキシティ・インスブルック（Flexity Innsbruck）」と呼ばれる事もある。2018年から導入が開始されており、当初は2019年に実施された延伸に備えて同年までに全車が納入される予定だったが、製造過程の不具合が要因となりスケジュールに遅延が生じ、全車がインスブルックに到着したのは2020年となった。そのうち9両（327 - 335）はインスブルック市内や近隣都市間の系統用車両、11両（371 - 381）はシュトゥーバイタール鉄道線に対応した機器を有する車両である。

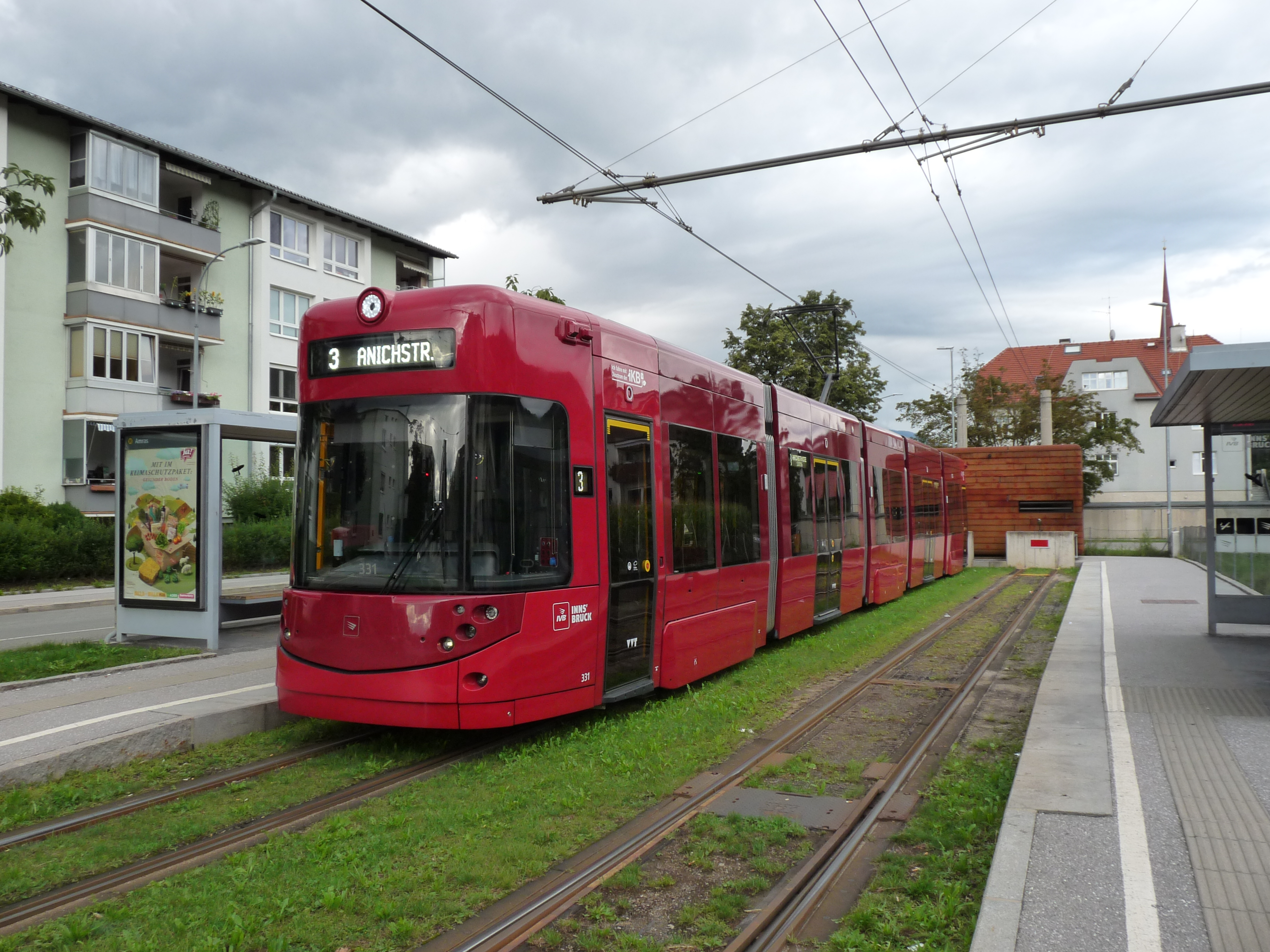
2次車（331）（2021年撮影）
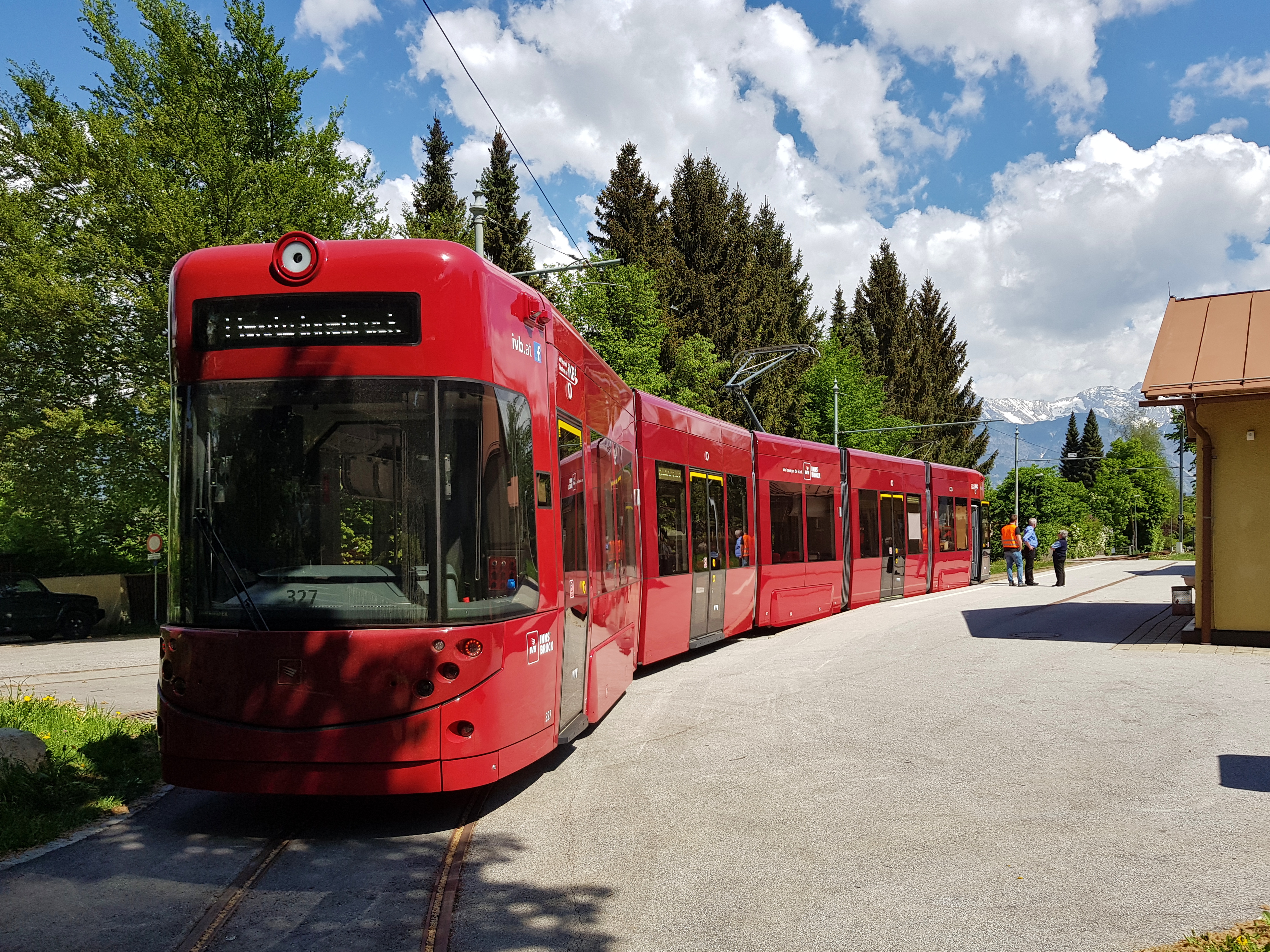
2次車（327）（2018年撮影）
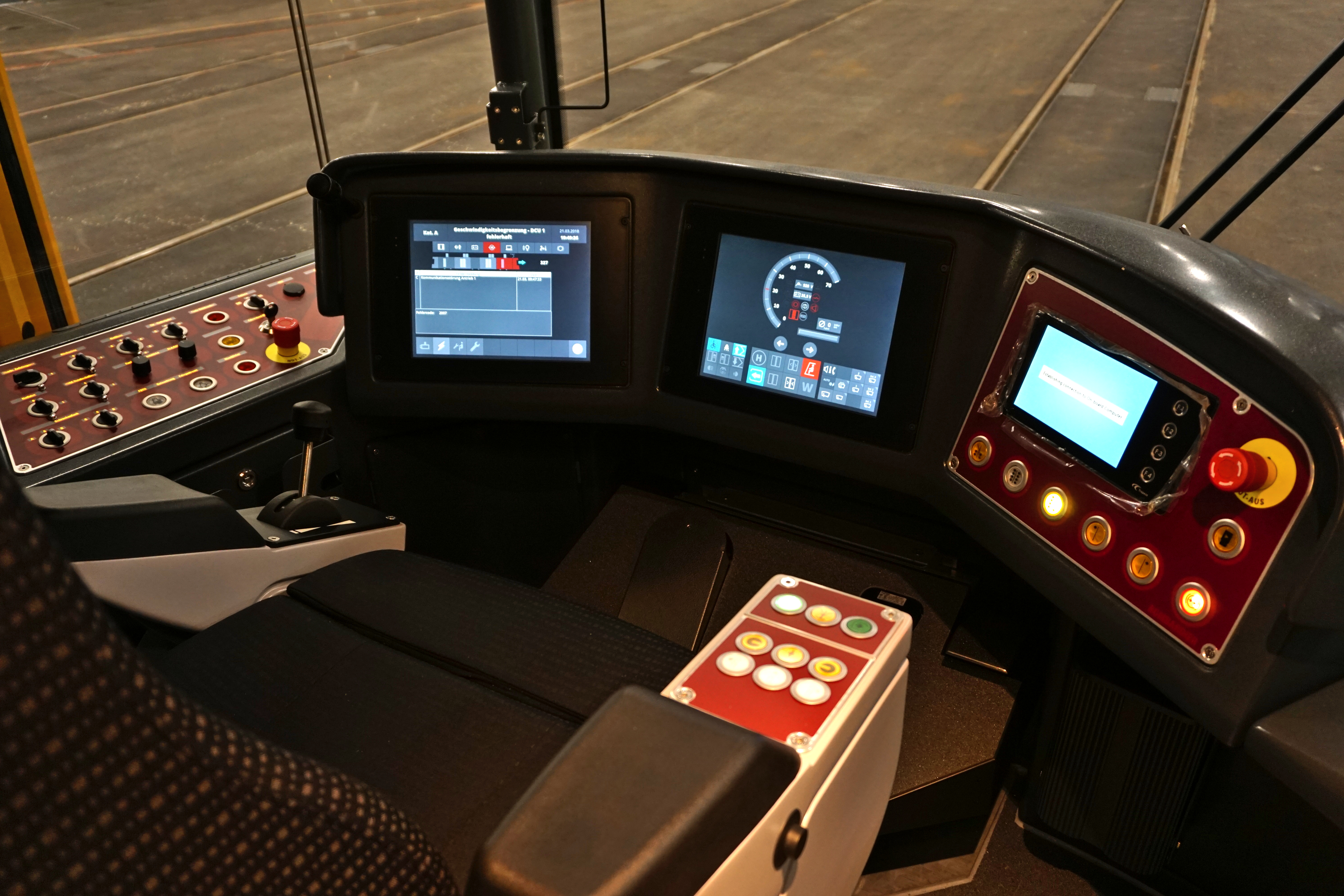
タッチスクリーンが増設された2次車の運転台

## その他
1次車のうち、2両（307、320）については2011年（320）および2012年（307）以降グムンデン - フォルヒドルフ線に貸し出され、2016年まで使用されていた。

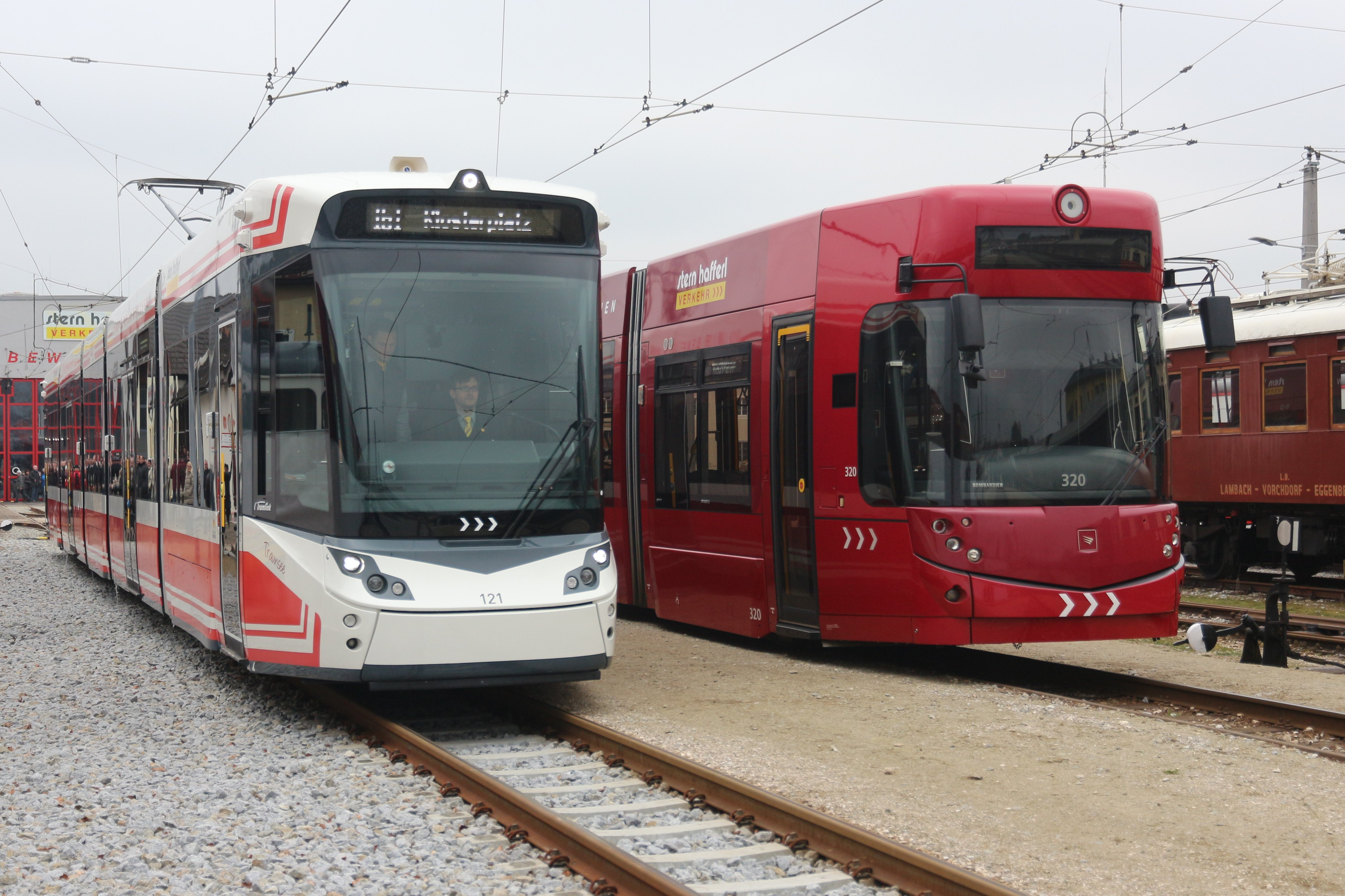
グムンデン市電の超低床電車（トラムリンク）（左）と並ぶフレキシティ・アウトルック（右）（2016年撮影）

## 参考資料
- ENTER (2 October 2007). Übersicht über die im Österreichischen Schienenpersonenverkehr eingesetzten Fahrzeugtypen (PDF) (Report). Barrieren für mobilitätseingeschränkte Reisende im Österreichischen Schienenpersonenverkehr. freiraum-europa. pp. 167–220. 2020年7月25日時点のオリジナル (PDF)よりアーカイブ。2024年7月5日閲覧。

- Robert Schrempf (2019-04). “Fehlstart an Inn”. Strassenbahn Magazin (GeraMond Verlag GmbH):  32-37.